# Celia Gregory
Celia Christine Gregory, född 23 september 1949, död 8 september 2008, var en brittisk skådespelare.

## Filmografi (urval)
- 1993 - The Baby of Mâcon
- 1991 - The Case-Book of Sherlock Holmes (TV-serie)
- 1984 – Slagskämpen
- 1983 - Reilly: The Ace of Spies
- 1979 - Agatha